# Barikot
Barikot (en urdu: بریکوٹ‎) (pastún: بریکوټ) es una localidad situada en el curso medio del río Swat en Jaiber Pastunjuá, Pakistán. Se encuentra a unos 20 km de Mingora y de la Butkara I. Es la ciudad de entrada al valle del Swat central, con una población aproximada de 25 000 habitantes.
Barikot es el emplazamiento de una antigua ciudadela capturada por Alejandro Magno, con restos de la Edad del Cobre que datan de unos 1700 a. C., y una ciudad de época prehistórica que data de c. 15 00 a. C.
La Misión Arqueológica Italiana (rebautizada ISMEO) fundada por Giuseppe Tucci lleva excavando las ruinas de la antigua ciudad de Bazira bajo Barikot desde 1984.

## Excavaciones
Se pensaba que la capa más antigua bajo Barikot era un poblado que se ha datado entre el 1100 y el 1000 a. C., pero hay testimonios de estructuras de foso calcolíticas anteriores desde el 1700 a. C.
Se hallaron capas protourbanas de principios de la Edad del Hierro, y se dataron en los siglos XI-VIII a. C., los arqueólogos también descubrieron que el asentamiento urbano fortificado de Barikot (zona baja y acrópolis) se estableció hacia mediados del primer milenio a. C..
Las excavaciones han descubierto una serie de artefactos que documentan la vida cotidiana de los residentes, incluyendo monedas, cerámica y armas.  Varios objetos de gran tamaño, como una gran estatua de esquisto verde de Siddhartha Buda montado en su caballo Kanthaka y una talla de una estupa con dos leones, documentan la historia budista de Bazira. Otra estatua que representa a una deidad desconocida sentada en un trono, con el pelo largo y rizado, sosteniendo una copa de vino y una cabeza de cabra cortada en sus manos puede representar a Dioniso, el dios griego del vino u otra deidad local.

## Edad del Cobre (c. 1700-1400 a.C.)
Los primeros vestigios de presencia humana en Barikot datan de entre 1700 y 1400 a. C., según los hallazgos de Giorgio Stacul (1987), que los atribuyó al Periodo Swat IV,

## Última Edad del Bronce/Hierro (c. 1200-800 a.C.)

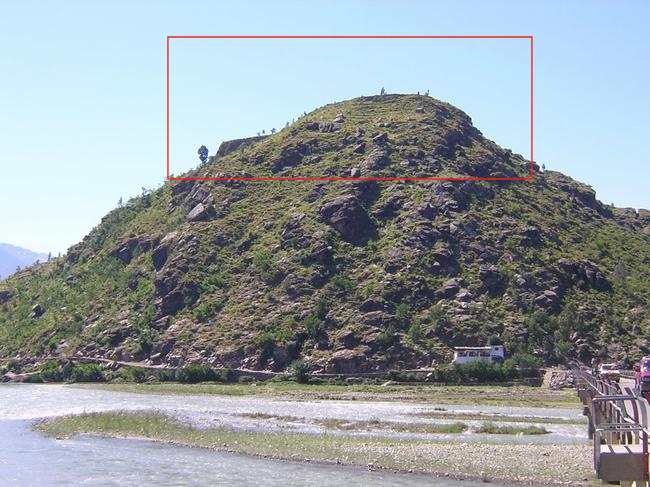
Ubicación de Barikot (Bazira). Fuerte con fortificaciones restantes.

Durante las campañas de excavación de 2016-2017, la Misión Arqueológica Italiana pudo identificar la fase de transición del Bronce final a la Edad del Hierro, datándola entre 1200 y 800 a. C. Las excavaciones se llevaron a cabo en la zanja BKG 12 W, donde los arqueólogos encontraron, en la macrofase 1b, estructuras residenciales y talleres, junto con un carro de juguete, cerámica bicarbonatada, vasijas en miniatura, herramientas de piedra y cerámica incisa, todo ello datado por radiocarbono entre 1196 y 1021 a. C. (modelo de probabilidad del 95,4%).
Durante esta época, entre 1200 y 800 a. C., los datos arqueológicos muestran la presencia de un gran asentamiento (unas 15 ha), que incluía una acrópolis en la cima de una colina, comentada por Callieri et al. (2000), una fortaleza interior y un extenso cementerio exterior.

## Fase de abandono (c. 800-500 a.C.)
Después de la Edad del Hierro, el asentamiento sufrió el derrumbamiento de su muralla de tierra en la Macrofase 1c, entre c. 750 y 650 a. C., el yacimiento fue abandonado y el aluvión cubrió el lugar en la Interfase 1c/2a, entre c. 650 y 500 a. C.

## El comienzo de la ciudad y la fase de aculturación aqueménida (c. 500-350 a.C.)

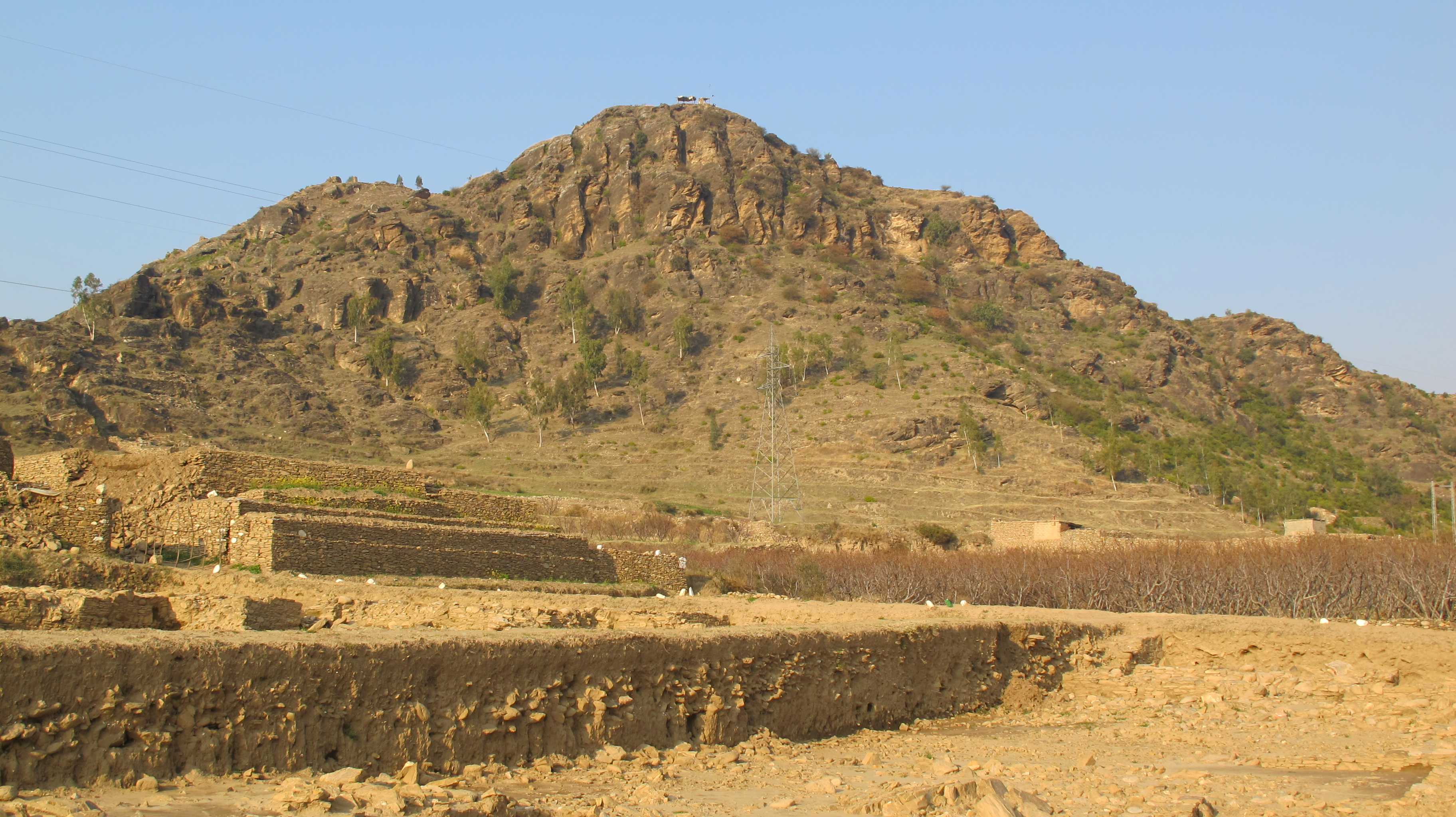
La ciudad de Barikot en primer plano y los restos de la fortaleza de Bazira en la cima de la colina de Ghundai.

Tras el abandono, el inicio de la ciudad puede remontarse arqueológicamente a la macrofase 2a1, entre 500 y 450 a. C., y la fase de aculturación del aqueménida a la macrofase 2a2, de 450 a 350 a. C. Esta influencia aqueménida a partir del 450 a. C. se inició en el periodo cásico de dicho Imperio. Los arqueólogos encontraron, en esta fase de Barikot, cerámica de lujo típica de los aqueménidas, pero también vieron la introducción de cerámica índica no de lujo, y muchos objetos de vidrio locales.

## Fase de regionalización (c. 350-250 a.C.)

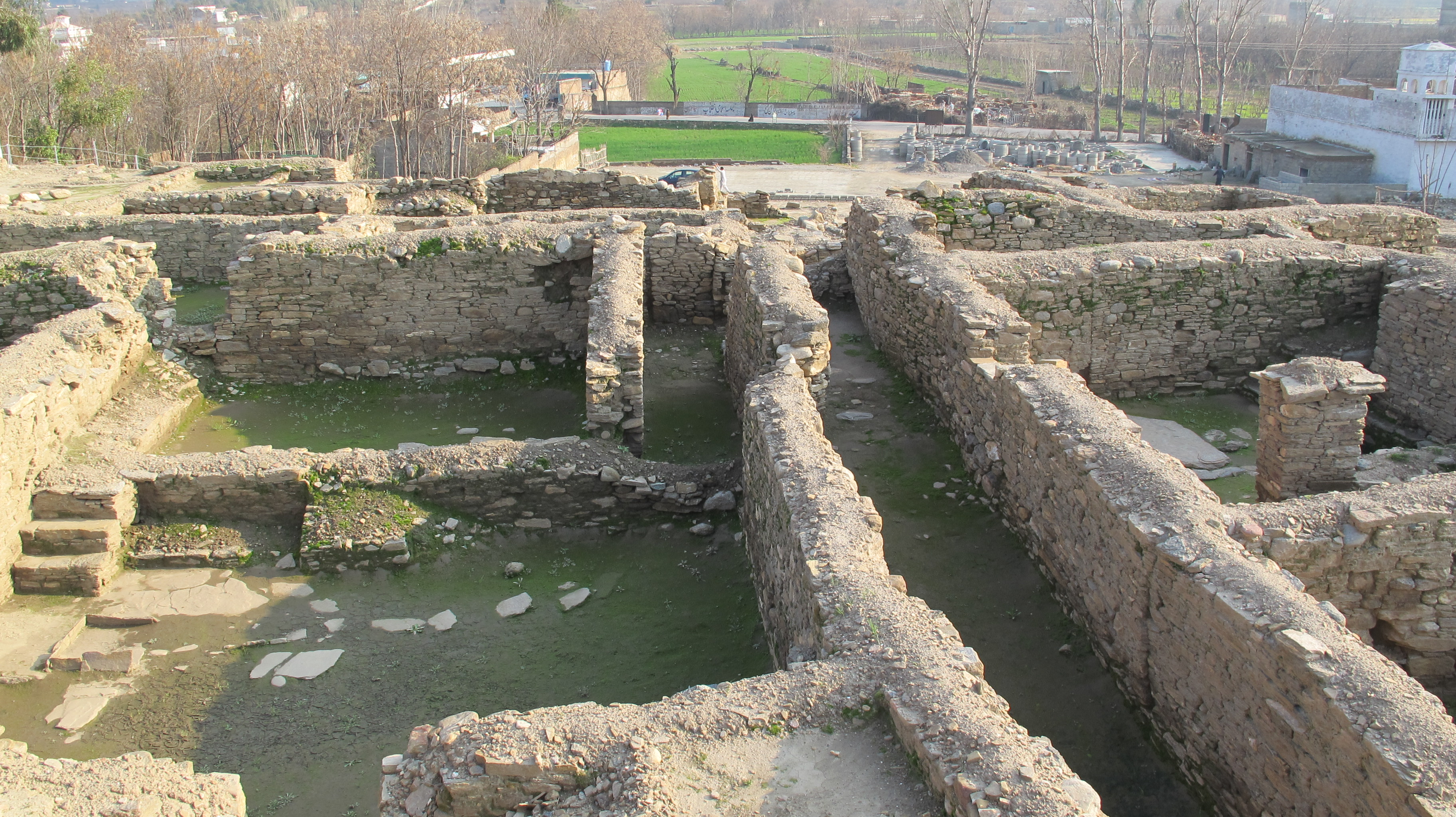
Ruinas de Barikot.

Fuentes griegas y latinas como Quinto Curcio Rufo, que hablan de este periodo, cuentan que Swat y Gandhara ya no estaban controladas por los aqueménidas (desde alrededor del 350 a. C.), y que una tribu conocida como asacenos gobernaba la región aliada con otras tribus indias. Los arqueólogos de la Misión Italiana consideran que en esta fase desaparecieron por completo las formas cerámicas aqueménidas, pero que en Barikot aún se utilizaban vasos de tipo doméstico. Pertenece a la macrofase arqueológica 2b, del 350 al 250 a. C., y el asedio macedonio a Barikot (Bazira) se produjo dentro de este periodo, en el otoño del 327 a. C. También durante la macrofase 2b, en la zanja BKG 11, se encontró una moneda mauryana, datada por radiocarbono en 349-282 a. C. (modelo de probabilidad del 95,4%), lo que equivale a 315 +/- 34 a. C.

## Fase de enlace entre los reinos mauryano y grecobactriano (c. 250-150 a.C.)

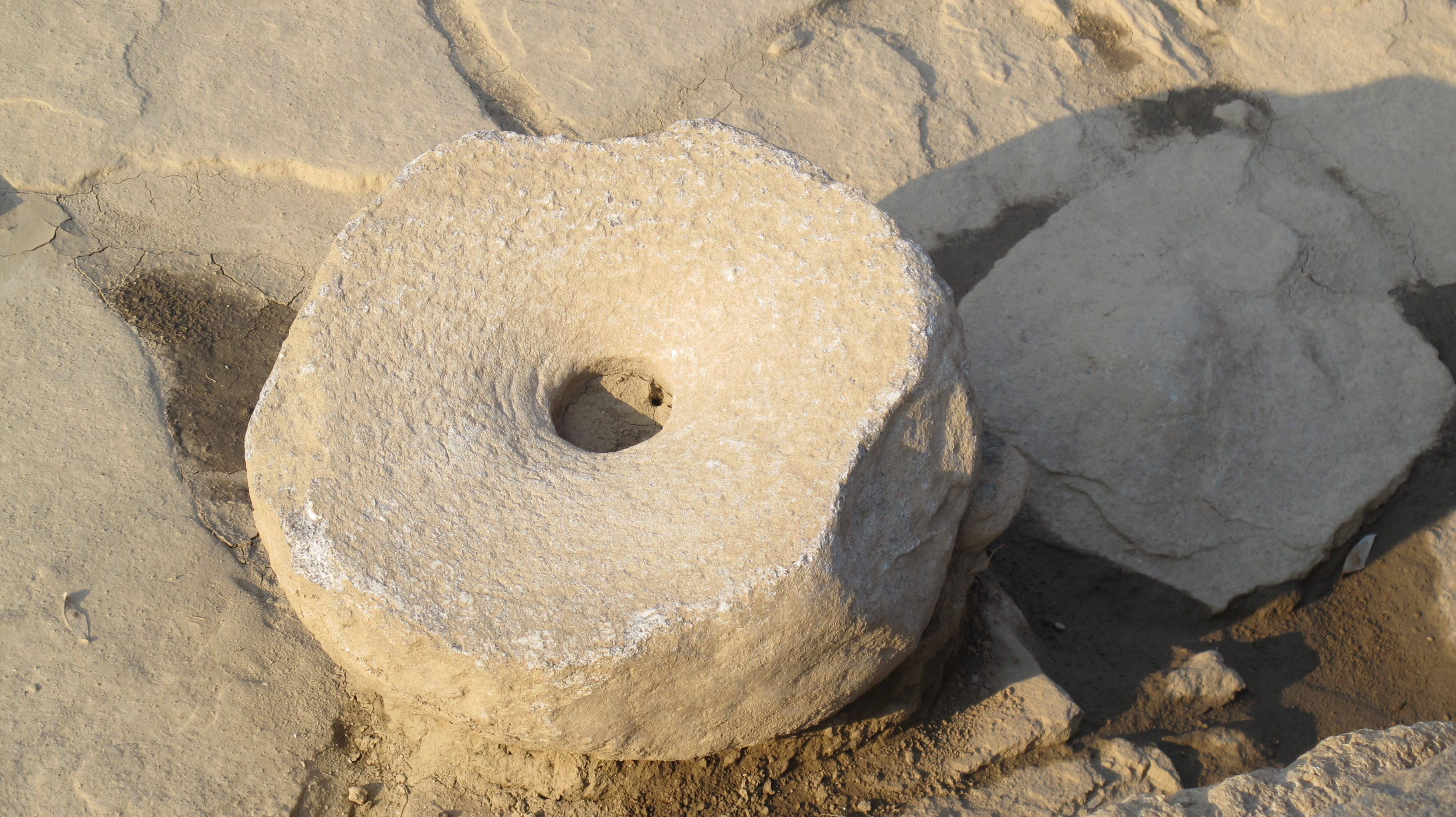
Artefacto de Barikot.

A principios de 2011, una excavación en la esquina suroeste del yacimiento descubrió varios asentamientos más antiguos de lo esperado. Un nivel preindogriego fue datado a mediados del siglo III a. C. o a mediados de la época maurya. Durante esta época, conocida arqueológicamente como Macrofase 3a1, Barikot formaba parte de una red política y comercial que unía los reinos mauryano y grecobactriano, ya que en el yacimiento se introdujeron formas de cerámica greco-bactriana y helenística con claras relaciones con el norte de Afganistán y Asia Central, al igual que Alejandría de Oxiana.

## Antiguo templo absidal
En diciembre de 2021, arqueólogos de la Universidad Ca' Foscari y de la Misión Arqueológica Italiana, en colaboración con el departamento provincial de arqueología y museos de Pakistán, dirigidos por el Dr. Luca Maria Olivieri, anunciaron el descubrimiento del templo absidal budista más antiguo de Barikot (la antigua Bazira). Afirman que se construyó en tiempos del reinado de Ashoka en el periodo maurya, alrededor del año 250 a. C. También se ha descubierto que esta estructura seguía en funcionamiento durante el reinado de Menandro I, el rey indogriego, a mediados del siglo II a. C., pero aunque se mejoró en épocas posteriores, llegó a su fin hacia el siglo III o IV, ya que la ciudad fue abandonada por los gobernantes kushán de la época debido a un terremoto. Se trata del templo absidal más antiguo hallado hasta ahora en Pakistán, y es un descubrimiento revolucionario también porque prueba la presencia del budismo en Swat desde el siglo III a. C., y confirma que Menandro I, conocido como Milinda por los primeros budistas, apoyaba este culto.
«Hemos encontrado monedas, entre ellas un ejemplar de plata emitido por el rey Menandro, un sello de ónix decorado con una calcografía helenística que representa la imagen de un joven vestido a la griega con una inscripción karosti, un epígrafe monumental karosti, muchas otras inscripciones karosti en vasos, y vasijas pertenecientes al horizonte cultural indogriego, como platos de pescado y cerámica negra pulida que imita modelos áticos», declaró el arqueólogo Dr. Michele Minardi, miembro de la misión italiana. 

## Fase indogriega (c. 150-100 a.C.)

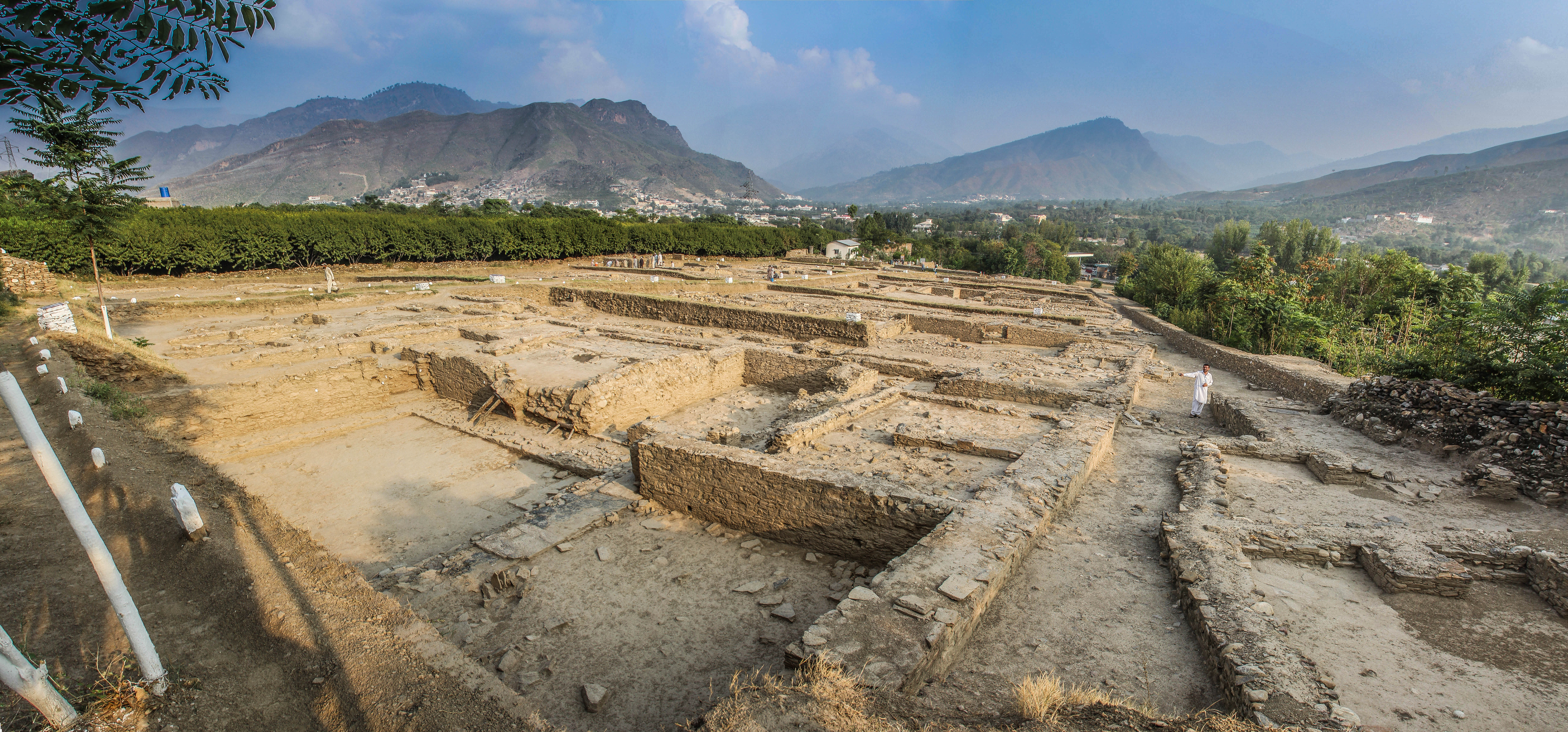
Panorámica de las ruinas de Barikot.

Las expediciones italianas de los años ochenta y noventa descubrieron una ciudad indogriega de la época del rey Menandro I del siglo II a. C.. Esta ciudad ocupaba, en su apogeo, una superficie de unas 12 ha incluyendo la acrópolis, o de unas 7 ha sin ella.  Estaba rodeada por una muralla con enormes bastiones rectangulares. Esta muralla defensiva, construida alrededor de Barikot durante la fase indo-griega pertenece a la Macrofase 3a2, posterior al 150 a. C., según las excavaciones de 2016-2017 de la misma misión italiana cuando esta muralla, maciza e imponente, fue datada por hallazgos numismáticos y análisis radiocarbónicos.

## Época kushán
Bajo el imperio kushán se convirtió en una ciudad importante antes de que una serie de terremotos la devastaran en el siglo III d. C.  Probablemente debido a los daños causados por los terremotos y a la decadencia del imperio kushán, Bazira fue abandonada a finales del siglo III.

## Época turca shahi
Turco shahi fue una dinastía túrquica asentada en Kabul que también gobernó el valle del Swat (entre los siglos VII y IX), por lo que los miembros de la Misión Arqueológica Italiana en Pakistán pudieron encontrar un templo único de este periodo, construido en Barikot, en la cima del montículo de Ghwandai. Se trata de un descubrimiento importante, ya que en esta región hay pocos centros cúlticos pertenecientes al periodo shahi en general. Según el Dr. Luca Maria Olivieri, el templo se construyó hacia el año 700 d. C., época en la que Oddiyana (valle del Swat) estaba gobernado por un rey conocido como Fromo Cesaror, hijo de Khurasan Tegin Shah, un conocido rey turco shahi de Kabul, y que el templo se restableció y mantuvo hasta la época hindú shahi (hacia el año 1000). El templo también se menciona en una inscripción hindú shahi, hallada en Barikot a finales del siglo XIX y conservada en el Museo de Lahore.